# 13701 Roquebrune
13701 Roquebrune è un asteroide della fascia principale. Scoperto nel 1998, presenta un'orbita caratterizzata da un semiasse maggiore pari a 2,2692276 UA e da un'eccentricità di 0,1545739, inclinata di 3,60586° rispetto all'eclittica.